# Conrad Buno

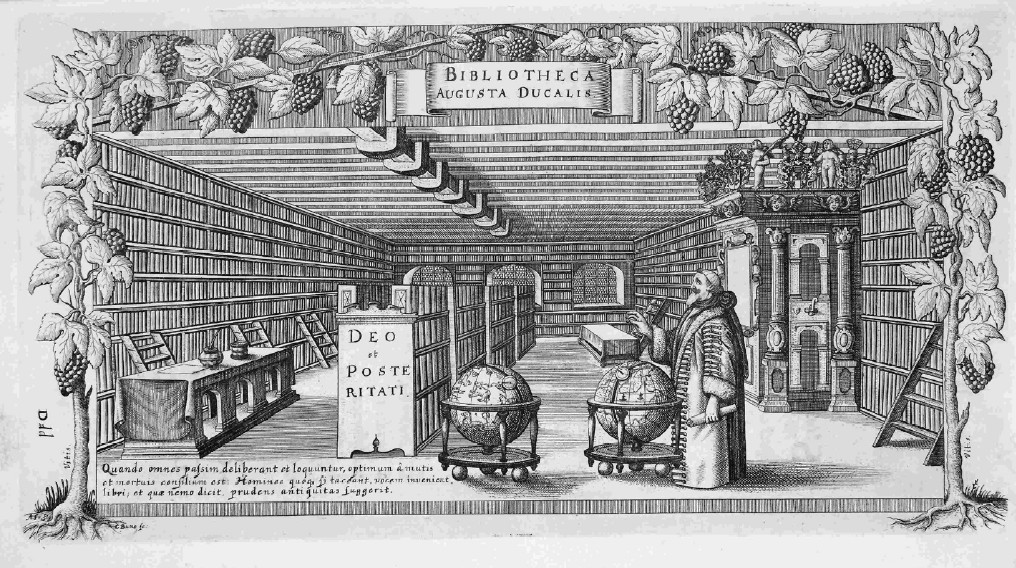
Augusto el Joven, Duque de Brunswick-Luneburgo en su biblioteca (1650) por Conrad Buno.

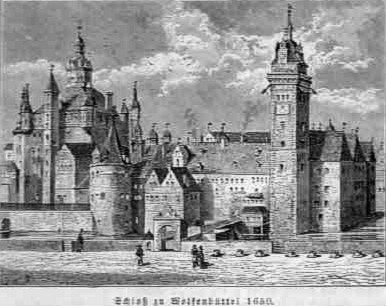
Schloss Wolfenbüttel, grabado de 1650 por Conrad Buno.

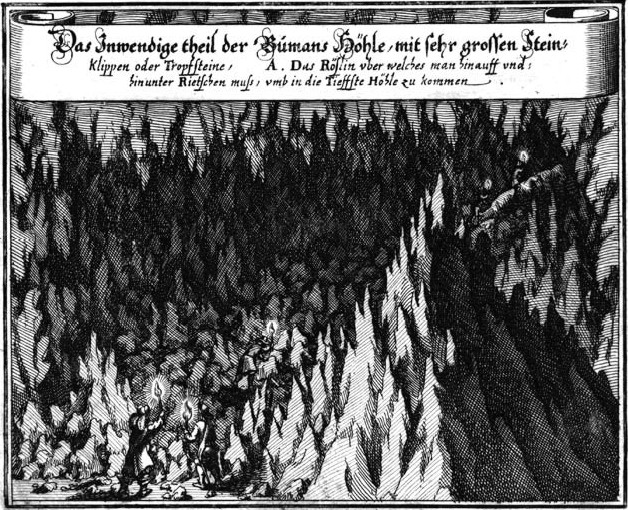
Cueva de Baumann por Conrad Buno.

Conrad Buno (c. 1613-1671) fue un grabador en cobre, cartógrafo y editor en la corte de Wolfenbüttel (Guelpherbytum) y hermano de Johann Buno (1617-1697), el teólogo y pedagogo de Luneburgo.
Conrad Buno preparó un conjunto de mapas para la edición de 1641 de Brunswick-Luneburgo de la famosa edición de Philipp Cluver del  Introductio in Universam Geographicam, un atlas con mapas de África, América, Asia y el Mundo, con texto escrito por Johann Buno.